# Бахорець

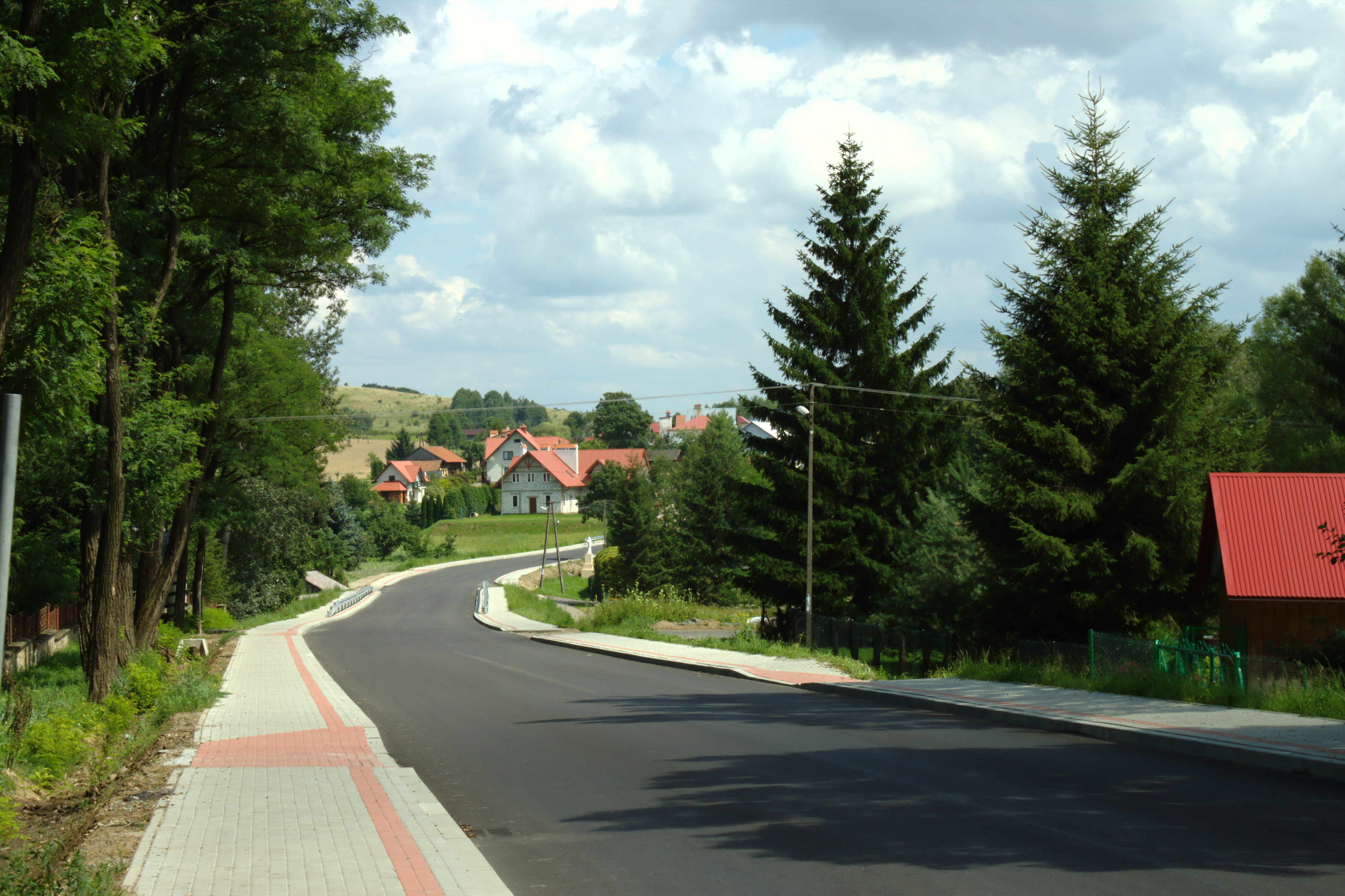
Бахорець

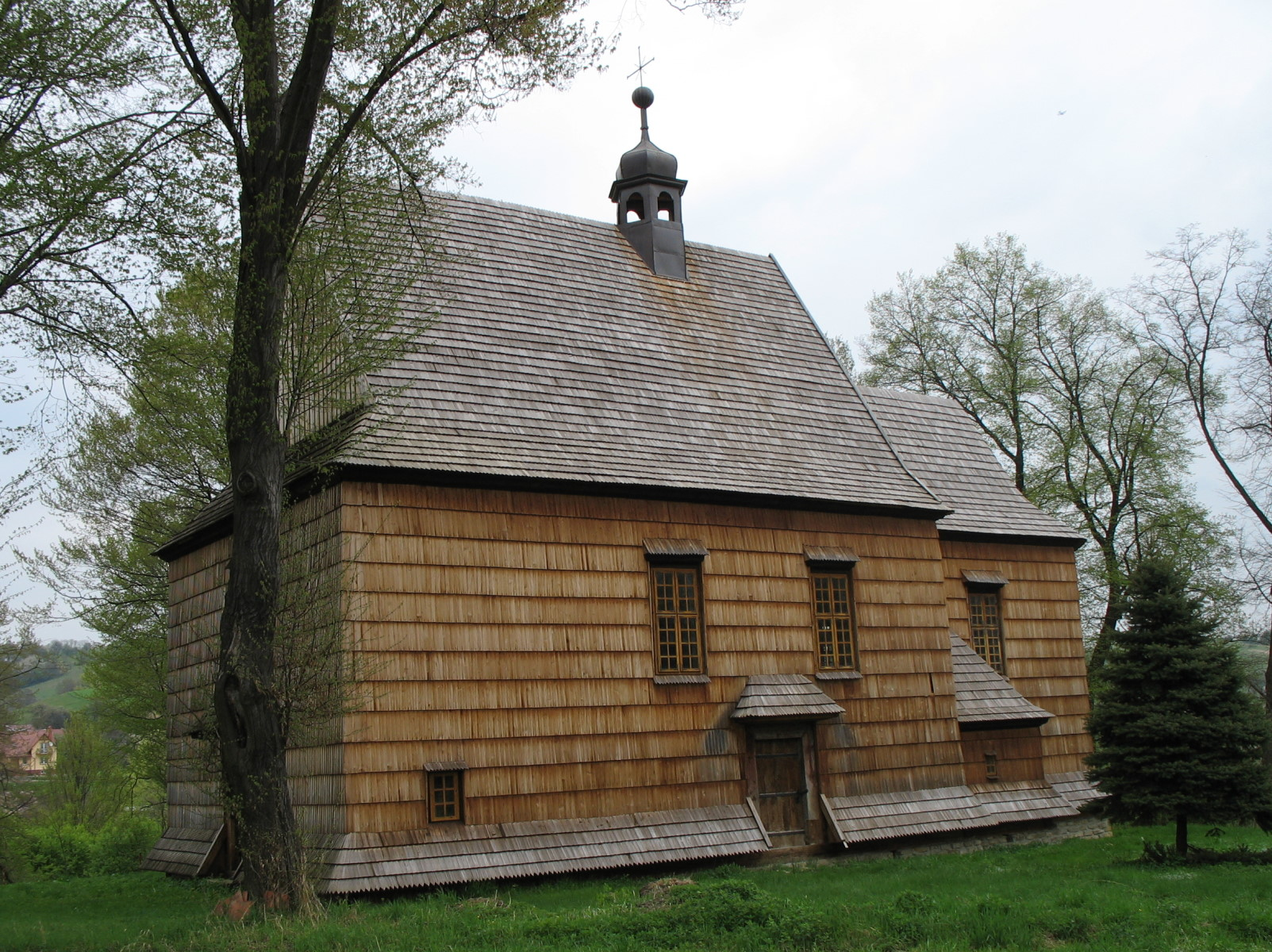
Старий костел святої Катерини в Бахорці

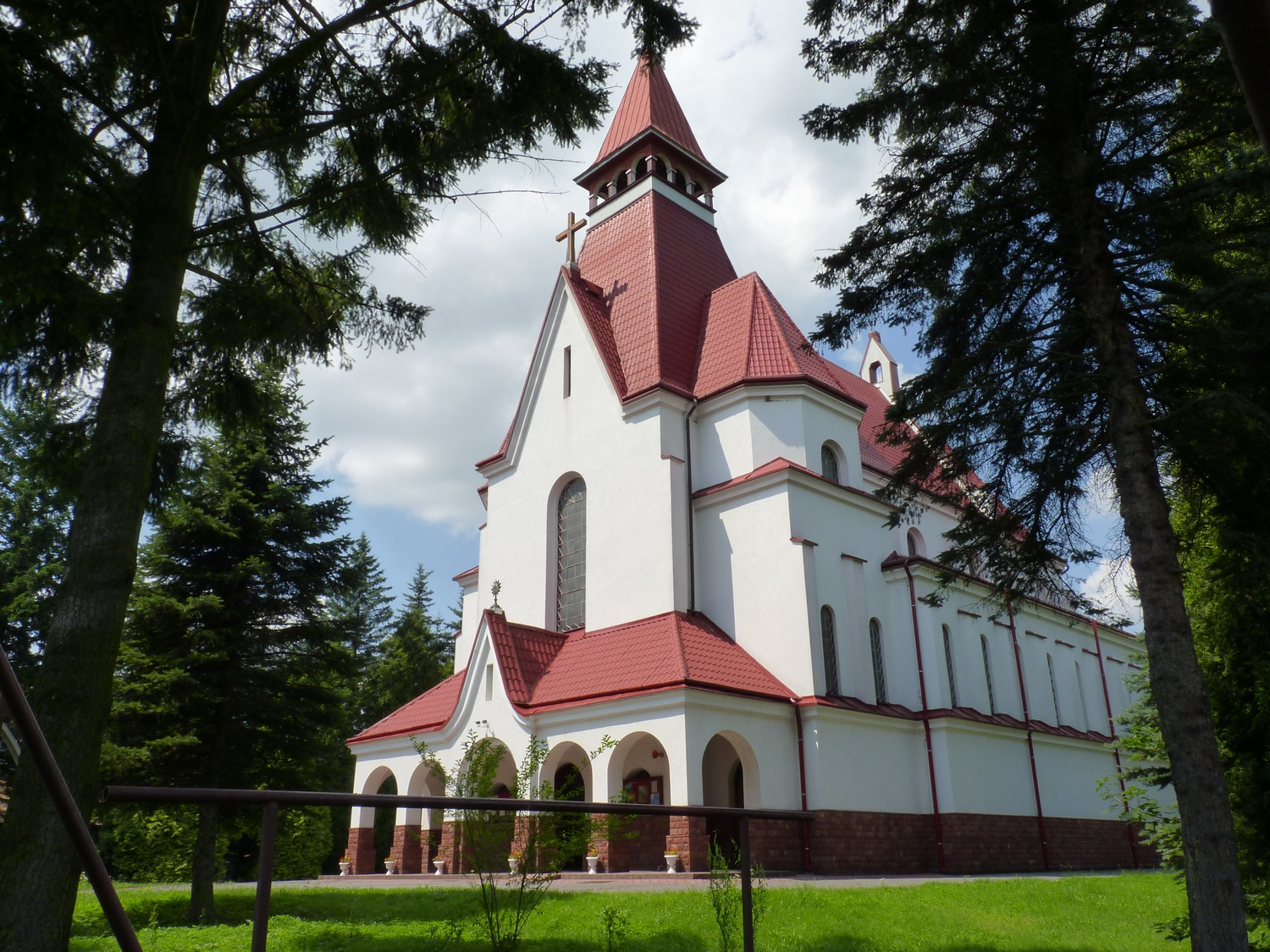
Новий костел святої Катерини в Бахорці

Бахорець (пол. Bachórzec) — село на Закерзонні в Польщі, у гміні Дубецько Перемишльського повіту Підкарпатського воєводства.
Населення — 933 особи (2011).

## Географія
Село розташоване на лівому березі Сяну, на відстані 5 кілометрів на захід від центру гміни села Дубецько, 32 кілометри на захід від центру повіту міста Перемишля і 33 кілометри на південний схід від столиці воєводства — міста Ряшіва.
Через Бахорець проходить воєводська дорога № 884 (Droga wojewódzka nr 884).

## Історія
В XI-XIII століттях на цих землях існувало Перемишльське руське князівство зі столицею в Перемишлі, яке входило до складу Галицького князівства, а пізніше Галицько-Волинського князівства.
Після захоплення цих земель Польщею територія в 1340–1772 роках входила до складу Сяноцької землі Руського воєводства Королівства Польського. Згадується в податковому реєстрі 1589 р.: село належало Стадницьким, у селі були 4 лани (коло 100 га) оброблюваної землі, млин, 2 коморники з тягловою худобою і піп (отже, вже тоді була церква).
В 1772 році внаслідок першого поділу Польщі село Бахорець відійшло до імперії Габсбургів і ввійшло до складу Перемишльського повіту австрійської провінції Галіція. В 1774 р. граф Антоній Красицький з Сеціна, полковник військ коронних, кавалер ордену Св. Станіслава, власник маєтностей Дубецького і Руськосільського ключів подарував землю під церкву в Бахорцю; в 1871 р. церква Св. Івана згоріла.
У 1831 р. в Бахорці була церква і налічувалось 283 греко-католики парафії Дубецько Бірчанського деканату Перемишльської єпархії. У 1871 р. церква св. Івана Предтечі згоріла, що стимулювало перехід українців на латинський обряд.
Хоча «Географічний словник Королівства Польського» в 1880 р. повідомляє про 990 мешканців, з яких 930 римо-католиків і решта — юдеї, шематизм того року фіксує в селі 246 греко-католиків. На той час унаслідок півтисячоліття латинізації та полонізації українці західного Надсяння опинилися в меншості.
Місцева мурована церква святих Кирила і Методія була збудована в 1905 р., в 1936 р. налічувала 142 парафіян, належала до парафії Дубецько Порохницького деканату Перемишльської єпархії.
Після розпаду Австро-Угорщини і утворення Другої Речі Посполитої це частково населене українцями село Надсяння окупувала Польща. Входило до Перемишльського повіту Львівського воєводства.
В липні 1944 року радянські війська оволоділи селом. Радянські окупанти насильно мобілізували чоловіків у Червону армію. За Люблінською угодою від 9 вересня 1944 року село опинилося по польському боці розмежування лінії Керзона, у так званому Закерзонні. Українців у 1945 р. добровільно-примусово виселяли в СРСР. Решту українців у 1947 році в етнічній чистці під час проведення Операції «Вісла» було виселено на понімецькі землі у західній та північній частині польської держави, що до 1945 належали Німеччині.
У 1975—1998 роках село належало до Перемишльського воєводства.

## Населення
Демографічна структура станом на 31 березня 2011 року:
|          | Загалом | Допрацездатний вік | Працездатний вік | Постпрацездатний вік |
| -------- | ------- | ------------------ | ---------------- | -------------------- |
| Чоловіки | 483     | 107                | 318              | 58                   |
| Жінки    | 450     | 78                 | 249              | 123                  |
| Разом    | 933     | 185                | 567              | 181                  |

- 1880 — 990 мешканців, з них 930 римо-католиків, 60 юдеїв[9]
- 1939 — 1250 жителів, з них 130 українців і 1120 поляків[10]
- 2006 — 950 мешканців